# Тадић
Тадић је српско и хрватско презиме, патроним и деминутив мушког имена Тадија. Може се односити на:
- Борис Тадић (рођен 1958), српски политичар, бивши председник Србије
- Душко Тадић (рођен 1955), српски политичар и прва особа којој је суђено пред Међународним кривичним судом за бившу Југославију
- Душан Тадић (рођен 1988), српски фудбалер
- Љуба Тадић (1929–2005), српски глумац
- Љубомир Тадић (1925–2013), српски филозоф
- Мирослав Тадић (музичар), српски гитариста
- Огњен Тадић (рођен 1974), српски политичар, бивши председавајући Дома народа Босне и Херцеговине

## Антропологија

### Братство Тадића у Пиви
У Пиви, историјском племену Старе Херцеговине (данас западна Црна Гора), постојало је братство по имену Тадић. Ово братство је било једно од највећих и најстаријих пивских братстава. Благојевић 1971 забележио је 45 кућа Тадића у Пиви. Одавно живе у Смријечном (Плужине), где су углавном концентрисани, док по једна или две куће постоје у Потприсоју, Доњој Брезни и Стабни, које су касније населили. Братство има славу Јовањдан. Припада породичном стаблу старог братства Браниловића, једном од два породична стабла у Пиви из којих по предању потичу многе пиванске породице; Браниловићи су или отишли или су их прихватиле друге породице. Кнез Јован Тадић се помиње у документу из Пивског манастира из 1673. године, као један од сведока у вези са завештањем Баре на Језерцу манастиру. Према једној причи, мајка хајдука Баје Пивљанина из 17. века била је Тадићева. Породице које потичу из братства распрострањене су у бившој Југославији. Бивши председник Србије Борис Тадић је потомак братства.